# Женска одбојкашка репрезентација Босне и Херцеговине
Женска одбојкашка репрезентација Босне и Херцеговине представља национални тим Босне и Херцеговине у одбојци.
На Европском првенству дебитовала је 2021. када је такмичење завршила у групној фази.

## Резултати

### Светско првенство
| Година | Коло                  |
| ------ | --------------------- |
| 2006   | Није се квалификовала |
| 2010   | Није се квалификовала |
| 2014   | Није се квалификовала |
| 2018   | Није се квалификовала |

### Европско првенство
| 1949 - 1991 | Као део СФРЈ          | Као део СФРЈ          | Као део СФРЈ          | Као део СФРЈ          | Као део СФРЈ          | Као део СФРЈ          | Као део СФРЈ          | Као део СФРЈ          | Као део СФРЈ          |
| 1993 - 2019 | Није се квалификовала | Није се квалификовала | Није се квалификовала | Није се квалификовала | Није се квалификовала | Није се квалификовала | Није се квалификовала | Није се квалификовала | Није се квалификовала |
| 2021        | Групна фаза           | 19. место             | 5                     | 1                     | 4                     | 3                     | 12                    |                       |                       |
| 2023        | Групна фаза           | 18. место             | 5                     | 2                     | 3                     | 9                     | 13                    |                       |                       |
| Укупно      | 2 учешћа              | 2 учешћа              | 10                    | 3                     | 7                     | 12                    | 25                    |                       |                       |

## Тренутни састав
Састав за ЕП 2021.
- 1 Ајла Параџик
- 2 Жана Драгутиновић
- 3 Милана Божић
- 4 Ајла Хаџић
- 5 Тамара Ђапа
- 6 Ивана Радовић
- 7 Анђелка Радишковић
- 9 Едина Бегић
- 10 Ела Клопић
- 11 Едина Селимовић
- 12 Милица Ивковић
- 15 Џенита Рашидовић
- 16 Елена Бабић
- 17 Дајана Бошковић